# Galina Fiódorovna Románova
Halina Fedorivna Románova (Romankove, Dnipropetrovsk, Ucrania, URSS; 1918 - Prisión de Plötzensee, Alemania;  3 de noviembre de 1944) fue una médica ucraniana prisionera del régimen nazi que organizó un grupo de resistencia desde el interior de los campos de concentración nazis de la región de Uraniemburgo, al norte de Berlín durante la Segunda Guerra Mundial.  

## Biografía
Galina Fjodorowna Romanova nació en el poblado de Romankovo en la región de Dnipropetrovsk, Ucrania, su padre fue un herrero que fue asesinado por la NKVD en 1937.  Estudió medicina en la Universidad de Dnepropetrovsk y solo alcanzó a terminar la licenciatura cuando su región fue asolada por la ocupación alemana en el principio de 1942.  Fue tomada prisionera y deportada al Campo de concentración de Sachsenhausen en la región de Oranienburg,  se salvó de la primera selección en ese campo y pasó como médica rotativa en uno de los campos de trabajos forzados satélites de Wildau para prisioneros soviéticos, dando asistencia médica en los hospitales de trabajos ayudada por medio de auxiliares, uno de ellos se llamaba Alexei Kalinitchenko.
Un químico y exiliado soviético llamado Konstantin Konstantinowitsch Shadkewitsch que organizaba la resistencia rusa en los campos de trabajo, le presentó a Georg Groscurth, médico de la Universidad de Berlín que pertenecía secretamente a la Europäische Union que mantenían contacto con los aliados.  
Galina Romanowa organizó una suerte de resistencia entre sus contactos en dichos campos, proporcionando comunicaciones entre los miembros de la Unión Europea de nacionalidad francesa y belga. Los contactos eran simulados bajo el pretexto de consultas médicas. Georg Groscurth fue arrestado por la Gestapo, el 4 de septiembre de 1943 y cometió delación forzada bajo apremio tortura develando sus actividades.
A pesar de todo no fue obstáculo para que Romanowa  no pudiera encontrar un contacto con miembros de la Cruz Roja Internacional sueca, donde preparó un mensaje para ser entregado a los aliados bajo el mismo pretexto.
Finalmente Galina Romanowa y Alexei Kalinitchenko fueron descubiertos el 6 de octubre de 1943, justo cuando el mensaje estaba preparado y fueron sometidos a duros interrogatorios donde su ayudante Kalinitchenko falleció a raíz de las torturas. Tanto Galina Romanowa como Konstantin Shadkewitsch fueron enviados a prisión, Galina Romanowa fue enviada a la prisión de Plötzensee y Shadkewitsch a Brandeburgo siendo condenados a muerte el 27 de abril de 1944, siendo ejecutados el 3 de noviembre y el 30 de octubre de ese año respectivamente, Galina Romanowa murió a los 26 años.